# Batalha do Maule
A Batalha do Maule foi uma disputa travada entre uma coalizão do povo Mapuche, do Chile pré-colonial, e o Império Inca, do atual Peru. Tradicionalmente, essa batalha ocorreu perto do que hoje é o rio Maule, no centro do Chile. O relato de Garcilaso de la Vega descreve a batalha de três dias, que geralmente se acredita ter ocorrido durante o reinado de Túpac Yupanqui (1471-93 DC).
Em outra vertente, o historiador Osvaldo Silva afirma que a batalha ocorreu muito depois da conquista do norte do Chile por Tupac Inca Yupanqui, sendo 1532 uma data possível. Silva afirma que a batalha não foi decisiva, pois o exército inca já estava em retirada de uma nova incursão às terras mapuches no sul. Indiscutivelmente, os avanços dos incas no Chile foram interrompidos por sua relutância em comprometer maiores recursos na luta contra os mapuches.